# Gigantorhynchidae
Famille
Les Gigantorhynchidae sont une famille d'acanthocéphales.

## Liste des genres
La famille des Gigantorhynchidae comprend deux genres composés des espèces suivantes :
- Gigantorhynchus Hamann, 1892
  - Gigantorhynchus echinodiscus Diesing, 1851
  - Gigantorhynchus lopezneyrai Diaz-ungria, 1958
  - Gigantorhynchus lutzi Machado Filho, 1941
  - Gigantorhynchus ortizi Sarmiento, 1954
  - Gigantorhynchus pasteri Tadros, 1966
  - Gigantorhynchus ungriai Antonio, 1958[1]
- Mediorhynchus Van Cleve, 1916
  - Mediorhynchus africanus Amin, Evans, Heckmann, El-Naggar 2013
  - Mediorhynchus alecturae Johnston et Edmonds, 1947
  - Mediorhynchus armenicus Petrotschenko, 1958
  - Mediorhynchus cambellensis Soota, Srivastava, Ghosh, 1969
  - Mediorhynchus centurorum Nickol, 1969
  - Mediorhynchus channapettae George, Nadakal 1984
  - Mediorhynchus cisticolae Smales 2011
  - Mediorhynchus colini, Webster, 1948
  - Mediorhynchus colluricinclae Smales 2002
  - Mediorhynchus conirostris Ward, 1966
  - Mediorhynchus corcoracis Johnston et Edmonds, 1950
  - Mediorhynchus edmondsi Schmidt et Kuntz, 1977
  - Mediorhynchus emberizae Rudolphi, 1819
  - Mediorhynchus empodius Skrjabin, 1913
  - Mediorhynchus fatimaae Khan, Bilqees, Muti-ur-Rehman 2004
  - Mediorhynchus gallinarum Bhalerao, 1937
  - Mediorhynchus garruli Yamaguti, 1939
  - Mediorhynchus gibsoni Bilqees, Khan, Khatoon, Khatoon 2007
  - Mediorhynchus giganteus Meyer, 1931
  - Mediorhynchus grandis Van Cleave, 1916
  - Mediorhynchus indicus Varghese-George, Mathai-Nadakal, Kunjanpillai-Vijayakumaran, Rajendran 1981
  - Mediorhynchus kuntzi Ward, 1960
  - Mediorhynchus lagodekhiensis Kurashvili, 1955
  - Mediorhynchus leptis Ward, 1966
  - Mediorhynchus lophurae Wang, 1966
  - Mediorhynchus mariae George, Nadakal 1984
  - Mediorhynchus mattei Marchand, Vassiliades 1982
  - Mediorhynchus meiringi Bisseru, 1960
  - Mediorhynchus micracanthus Rudolphi, 1819
  - Mediorhynchus mirabilis de Marval, 1905
  - Mediorhynchus murtensis Lundström, 1942
  - Mediorhynchus najasthanensis Gupta, 1976
  - Mediorhynchus nickoli Khan, Bilqees, Muti-ur-Rehman 2004
  - Mediorhynchus numidae Baer, 1925
  - Mediorhynchus orientalis Belopolskaja, 1953
  - Mediorhynchus oswaldocruzi Travassos, 1923
  - Mediorhynchus otidis Miescher, 1841
  - Mediorhynchus pandei Bhattacharya 2007
  - Mediorhynchus papillosus Van Cleave, 1916
  - Mediorhynchus passerus Das, 1951
  - Mediorhynchus pauciuncinatus Dollfus, 1959
  - Mediorhynchus peckeri Bhattacharya 1999
  - Mediorhynchus peruensis Moya, Martinez, Tantalean 2011
  - Mediorhynchus petrochenkoi Gvosdev et Soboleva, 1966
  - Mediorhynchus pintoi Travassos, 1923
  - Mediorhynchus quilonensis Bhattacharya 2007
  - Mediorhynchus rajasthanensis Gupta, 1976
  - Mediorhynchus robustus Van Cleave, 1916
  - Mediorhynchus rodensis Cosin, 1971
  - Mediorhynchus sharmai Gupta et Lata, 1967
  - Mediorhynchus sipocotensis Tubangui, 1933
  - Mediorhynchus spinaepaucitas Smales 2011
  - Mediorhynchus taeniatus von Linstow, 1901
  - Mediorhynchus tanagrae Rudolphi, 1819
  - Mediorhynchus tenuis Meyer, 1931
  - Mediorhynchus textori Barus, Six, Majumdar 1978
  - Mediorhynchus thrushi Bhattacharya 2000
  - Mediorhynchus turdi Smales 2011
  - Mediorhynchus turnixena Tubangui, 1931
  - Mediorhynchus vaginatus Diesing, 1851
  - Mediorhynchus vancleavei Lundström, 1942
  - Mediorhynchus wardi Schmidt, Canaris, 1967
  - Mediorhynchus zosteropis Porta, 1913[2]